# Japan Soccer League Cup 1990
Der Japan Soccer League Cup 1990 war die fünfzehnte Ausgabe des Japan Soccer League Cup. Sieger des Wettbewerbs waren die Nissan Motors.

## Ergebnisse

### 1. Runde
|                     | Ergebnis        |                       |
| ------------------- | --------------- | --------------------- |
| Toyota Motors       | 2:0             | Kawasaki Steel        |
| Toho Titanium       | 0:3             | NKK                   |
| Kyoto Shiko Club    | 2:2 (3:4 i. E.) | Mazda                 |
| Nippon Steel        | 0:4             | All Nippon Airways    |
| Matsushita Electric | 1:2             | Fujitsu               |
| Sumitomo Metals     | 1:1 (3:2 i. E.) | Hitachi               |
| Cosmo Oil           | 2:0             | Otsuka Pharmaceutical |
| Honda Motors        | 2:1             | Yomiuri Junior        |
| NTT Kanto           | 2:0             | Osaka Gas             |
| Yanmar Diesel       | 1:0             | Mitsubishi Motors     |
| Furukawa Electric   | 4:1             | Kofu SC               |
| Toshiba             | 3:0             | Tanabe Pharmaceutical |

### Achtelfinale
|                    | Ergebnis        |                   |
| ------------------ | --------------- | ----------------- |
| Nissan Motors      | 3:0             | Toyota Motors     |
| NKK                | 0:3             | Mazda             |
| All Nippon Airways | 1:1 (4:2 i. E.) | Fujitsu           |
| Sumitomo Metals    | 0:4             | Yomiuri           |
| Fujita             | 1:3             | Cosmo Oil         |
| Honda Motors       | 2:0             | NTT Kanto         |
| Yanmar Diesel      | 1:1 (1:4 i. E.) | Furukawa Electric |
| Toshiba            | 0:1             | Yamaha Motors     |

### Viertelfinale
|                    | Ergebnis        |               |
| ------------------ | --------------- | ------------- |
| Nissan Motors      | 1:0             | Mazda         |
| All Nippon Airways | 1:0             | Yomiuri       |
| Cosmo Oil          | 0:1             | Honda Motors  |
| Furukawa Electric  | 1:1 (5:4 i. E.) | Yamaha Motors |

### Halbfinale
|               | Ergebnis        |                    |
| ------------- | --------------- | ------------------ |
| Nissan Motors | 1:0             | All Nippon Airways |
| Honda Motors  | 0:0 (3:4 i. E.) | Furukawa Electric  |

### Finale
|               | Ergebnis |                   |
| ------------- | -------- | ----------------- |
| Nissan Motors | 3:1      | Furukawa Electric |